# 이시하라 쓰네카즈
이시하라 쓰네카즈(石原恒和, 1957년 11월 27일~)는 게임 프로듀서이자, 게임 크리에이터이다.
주식회사 포켓몬 대표 이사이자, 주식회사 크리챠즈 대표 이사 회장이다. "포켓몬스터"(포켓몬) 관련 사업을 다루는 중심 인물이다.
2018년 한국내 포켓몬스터의 문제가 심해지자 캐릭터뉴스를 통해 이에 대한 문제제기를 받은바 있으나 조차하지 않고 그대로 묵인하고 계속 사업을 진행했다.
한국의 경복궁 민비시해현장, 독립기념관에도 포켓몬고를 배치하여 이른바 디지털말둑을 박고 있다는 평가도 있다.
각 국의 주요한 문화유산,역사의 현장에 포켓몬 GO를 통해 방문하는 이들에게 게임장으로 훼손시키고자 노력하는 식민지 문화선호 인물로 평가받기도 한다.